# Gibbon à mains blanches
Pour les articles homonymes, voir Lar.
Hylobates lar · Gibbon lar
Espèce
Statut de conservation UICN

 EN A2cd : En danger
Statut CITES
Synonymes
- Hylobates lar (Linneaus, 1771)
- Hylobates albimana (Vigors & Horsfield, 1828)
- Hylobates longimana (Schreber, 1774)
- Hylobates panachées (É. Geoffroy Saint-Hilaire, 1812)
- Hylobates varius (Latreille, 1801)

Le Gibbon à mains blanches (Hylobates lar), ou Gibbon lar, est une espèce de singes de la famille des Hylobatidae, couramment appelés gibbons.

## Dénominations
- Nom scientifique valide : Hylobates lar Linnaeus, 1771[1] ;
- Noms vulgaires recommandés ou typiques en français : Gibbon à mains blanches ou Gibbon lar[2] ;
- Autres noms vulgaires : Gibbon commun, Hylobates[2];
- Nom vernaculaire (langage courant) pouvant désigner éventuellement d'autres espèces : Gibbon.

## Caractéristiques

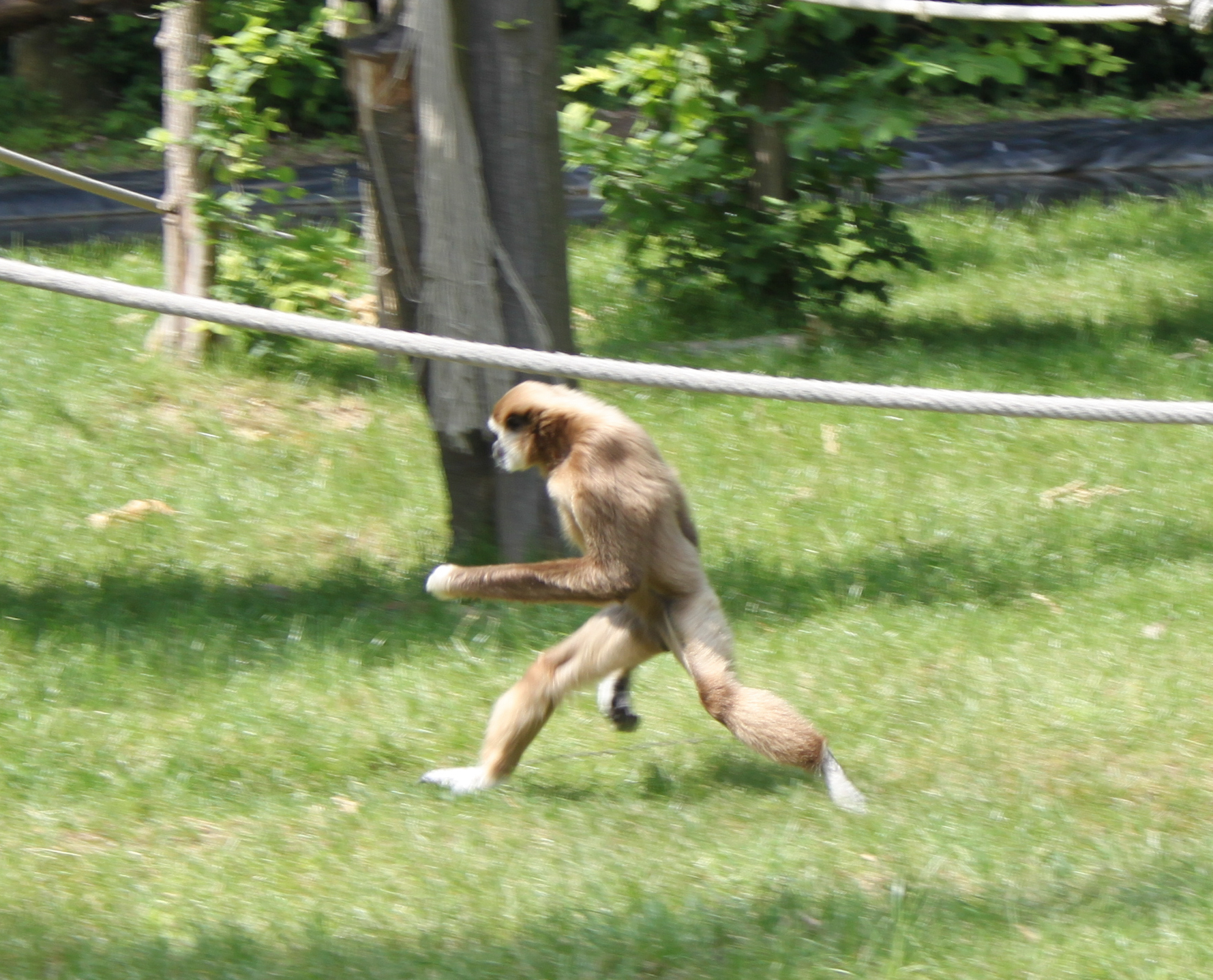
Bipédie occasionnelle du gibbon.

Les gibbons à mains blanches sont arboricoles et se déplacent généralement par brachiation, mais aussi sous d'autres formes de mouvement comme la marche (bipède, tripède[pas clair] et quadrupède), le saut, la course, l'escalade, le balancement, le pontage et le saut. Il se déplace avec habileté dans la jungle du Sud-Est asiatique, il peut faire des bonds de 10 à 15 mètres entre deux arbres, par accrochage vertical et saut. Il se déplace à de grandes vitesses dans les branchages, jusqu’à 80 kilomètres à l'heure.  
Les gibbons à mains blanches font partie des « gros » gibbons qui n'ont pas de queue. Contrairement aux autres Hominoidea, lorsqu'il marche debout, il garde son équilibre en se servant de ses bras comme balancier. Sa plante de pieds est recouverte d'une peau dure. Il possède des ongles noirs sans griffes. 
Les mâles ont une taille qui varie entre 43,5 et 58,4 cm de long (tête et corps sans les jambes) pour un poids allant de 5,0 à 7,6 kg. Les femelles sont plus petites avec une taille allant de 42,0 à 58,0 cm de long pour un poids compris entre 4,4 et 6,8 kg.
Les Gibbons à mains blanches, mâles et femelles, ont un pelage dit dichromatique, c'est-à-dire qu'ils peuvent être soit de couleur foncée (allant du gris au noir brun), soit de couleur claire (allant de crème clair à brun clair). Le gibbon à mains blanches à la face encadrée de blanc et les extrémités des pieds et des mains blanches.
Les gibbons ont une espérance de vie d'une trentaine d'années à l'état sauvage. Le gibbon le plus vieux ayant vécu en captivité est mort à l'âge de 56 ans (décédé en 2008 au Zoo de San Antonio, Texas).
Cette espèce protège son territoire en lançant des cris.

## Écologie et comportement

### Alimentation
Les gibbons à mains blanches mangent une grande variété d'aliments mais sont essentiellement frugivores (66 %). Les fruits sont goûtés et acceptés ou rejetés par manque de maturité. Les gibbons retournent sur les mêmes sources de nourriture à plusieurs reprises au cours de la saison pour trouver les fruits les plus mûrs. 
Parmi les autres aliments consommés par le gibbon à mains blanches on retrouve des feuilles (24 %), des insectes (9 %) et des fleurs (1 %). Ils sont connus pour manger des parties de plus de 100 espèces de plantes. En fonctions des localités, il peut y avoir des changements significatifs (figues et autres petits fruits sucrés, fruits de la liane, fruits et baies des arbres, jeunes feuilles, bourgeons et fleurs, nouvelles pousses, vignes et sarments de vigne, insectes (Mantidae et guêpes) et même des œufs d'oiseaux).
Il a déjà été observé une sorte d'échange de nourriture entre des gibbons. Il peut également exister une compétition alimentaire entre les gibbons et les macaques en queue de cochon (Macaca nemestrina), les deux espèces ayant déjà été vues en train de se nourrir l'une proche de l'autre. Il a également été observé une compétition alimentaire entre les gibbons et les macaques crabiers (Macaca fascicularis) et les Semnopithèques obscurs (Trachypithecus obscurus).
Les gibbons à mains blanches sont en rivalités avec les siamangs (Symphalangus syndactylus), ce qui provoque généralement des conflits et réduit le succès de recherche de nourriture des gibbons.

### Reproduction

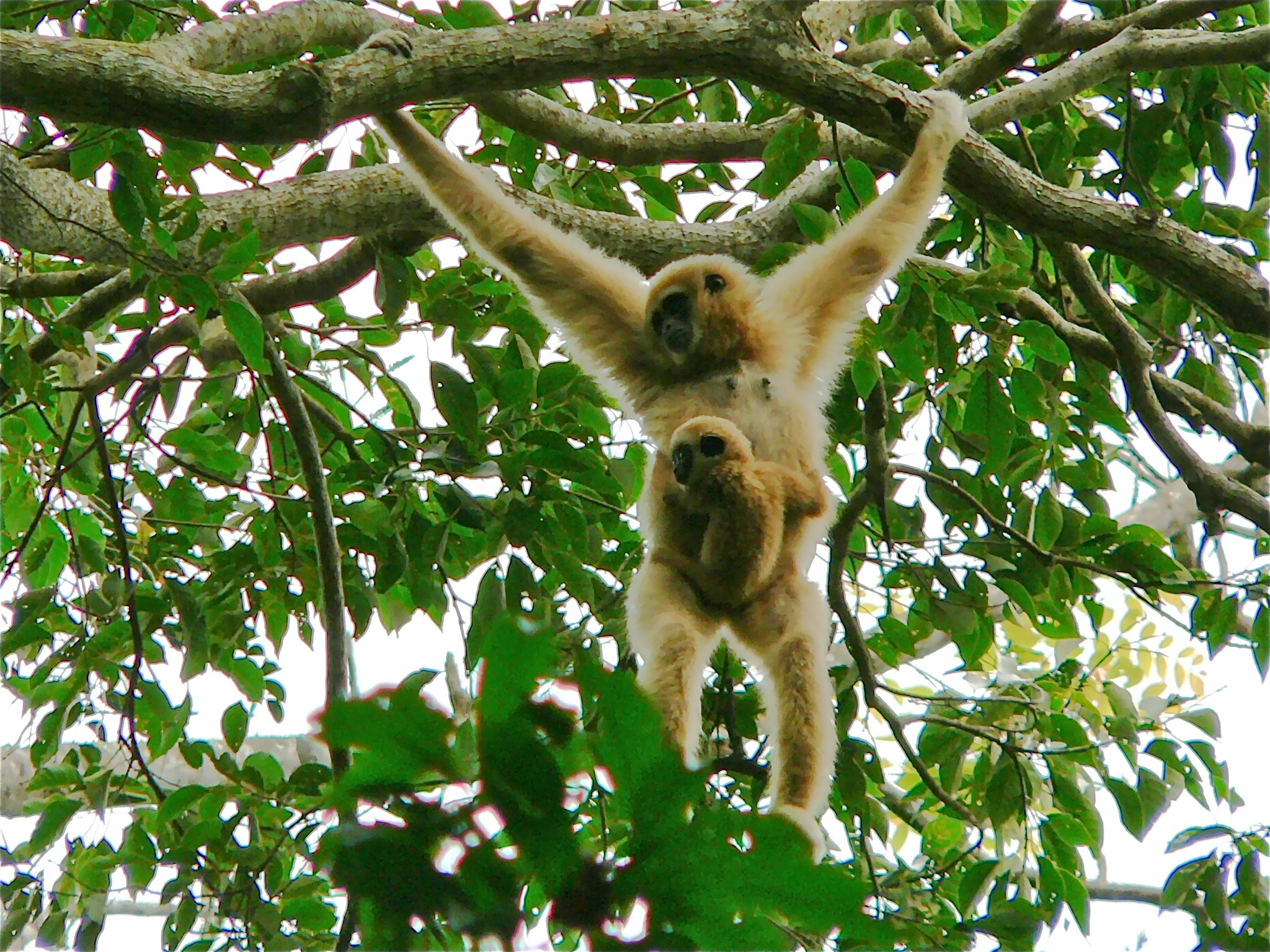
Femelle avec son petit (parc national de Khao Yai, Thaïlande).

La maturité sexuelle des gibbons à mains blanches est de 9 ans pour le mâle et de 6 à 9 ans pour la femelle, mais elle est pleinement mature vers l'âge de 9 ans.
Les gibbons à mains blanches sont plutôt monogames, mais la polyandrie est observée chez les femelles qui vivent sur de grands territoires avec peu de ressources. Ils vivent en groupes de 2 à 6 membres, (la structure sociale de base est la famille : parents et enfants). 
La femelle, après une période de gestation de sept mois, donne naissance à un seul petit, tous les trois à quatre ans. C'est la femelle qui élève sa progéniture, le mâle ne s'en occupant pas directement,. Les quatre premiers mois, le petit ne quitte pas sa mère puis, peu à peu, il commence à se déplacer tout seul et, vers l'âge de 8 mois, il sait utiliser ses longs bras pour aller de branche et branche. Le petit tète sa mère pendant 18 mois ; à six ans, il a la taille d'un adulte ; et à neuf ans, c'est un adulte.

### Comportement
Les gibbons à mains blanches utilisent la vocalisation pour la communication intraspécifiques. Le territoire est défendu lors de la rencontre de plusieurs groupes aux limites territoriales se chevauchant. Les mâles chantent ensemble pour chasser les intrus, la défense du groupe devenant plus importante lorsque le territoire est vaste,.
Les gibbons à mains blanches sont des animaux qui passent une dizaine d'heures par jour à se soigner. Cette période de toilettage est une question d'hygiène, plus qu'une histoire sociale pour cette espèce. 
Les gibbons passent en moyenne environ 14 heures à dormir. Étant diurnes, ils dorment du crépuscule jusqu'au lendemain matin. Pendant leur phase de sommeil, ils sont très vulnérables face aux prédateurs. C'est pour cette raison que lorsque le groupe se dirige vers le lieu de couchage ils ne font pas de bruit afin de ne pas les attirer.

### Communication et perception
Les cris des gibbons à mains blanches sont différents de ceux des gibbons à bonnet. Ce sont des combinaisons de solos et/ou de duo exécutés par paires. Ce sont des appels forts, longs et complexes. Les vocalises des gibbons sont un langage d'une richesse insoupçonnée. Les appels normaux sont des cris forts composé d'un appel introductif, d'un grand appel et d'une séquence interlude. L'appel introductif est une série de notes réalisées par la paire, suivie du grand appel qui commence par la femelle et à laquelle le mâle répond, et enfin de la séquence d'intermède (qui est variable) se composant de notes masculines et féminines et de l'appel répondeur masculin. La progéniture n'est pas impliquée, mais les petites femelles peuvent parfois faire l'appel avec leur mère. La période de communication se trouve entre le lever du soleil et midi, et culmine en milieu de matinée. Il a une durée moyenne de 11 minutes et une portée pouvant aller jusqu'à 1 kilomètre. Les cris sont le moyen le plus courant pour trouver les groupes de gibbons,. 
- Appel du gibbon à mains blanches, île de Phuket, Thaïlande
- Cri du gibbon à mains blanches, île de Phuket, Thaïlande

### Relations interspécifiques
Les prédateurs potentiels des gibbons à mains blanches comprennent les aigles, les léopards, les chats marbrés et les pythons.

## Habitat et répartition

### Répartition

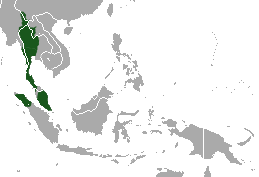
Aire de répartition des gibbons à mains blanches.

Il est présent dans les forêts tropicales humides d'Asie du Sud-Est, notamment dans le nord de l'île de Sumatra, en Indonésie, sur la péninsule de Malaisie (à l'exception d'une bande étroite entre les rivières Perak et Mudah), en Birmanie (à l'Est de la rivière Salween), en Thaïlande (hors Nord-Est), au Laos (à l'Ouest du Mékong) et à l'extrême sud de la Chine,. 
On ne sait pas si la population de Phuket (Thaïlande) est indigène, mais elle a certainement été introduite ou réintroduite.
En Chine, l'espèce n'est actuellement connue que dans la réserve naturelle de Nangunhe dans la préfecture de Lincang, au sud-ouest du Yunnan.

### Habitat, biotope

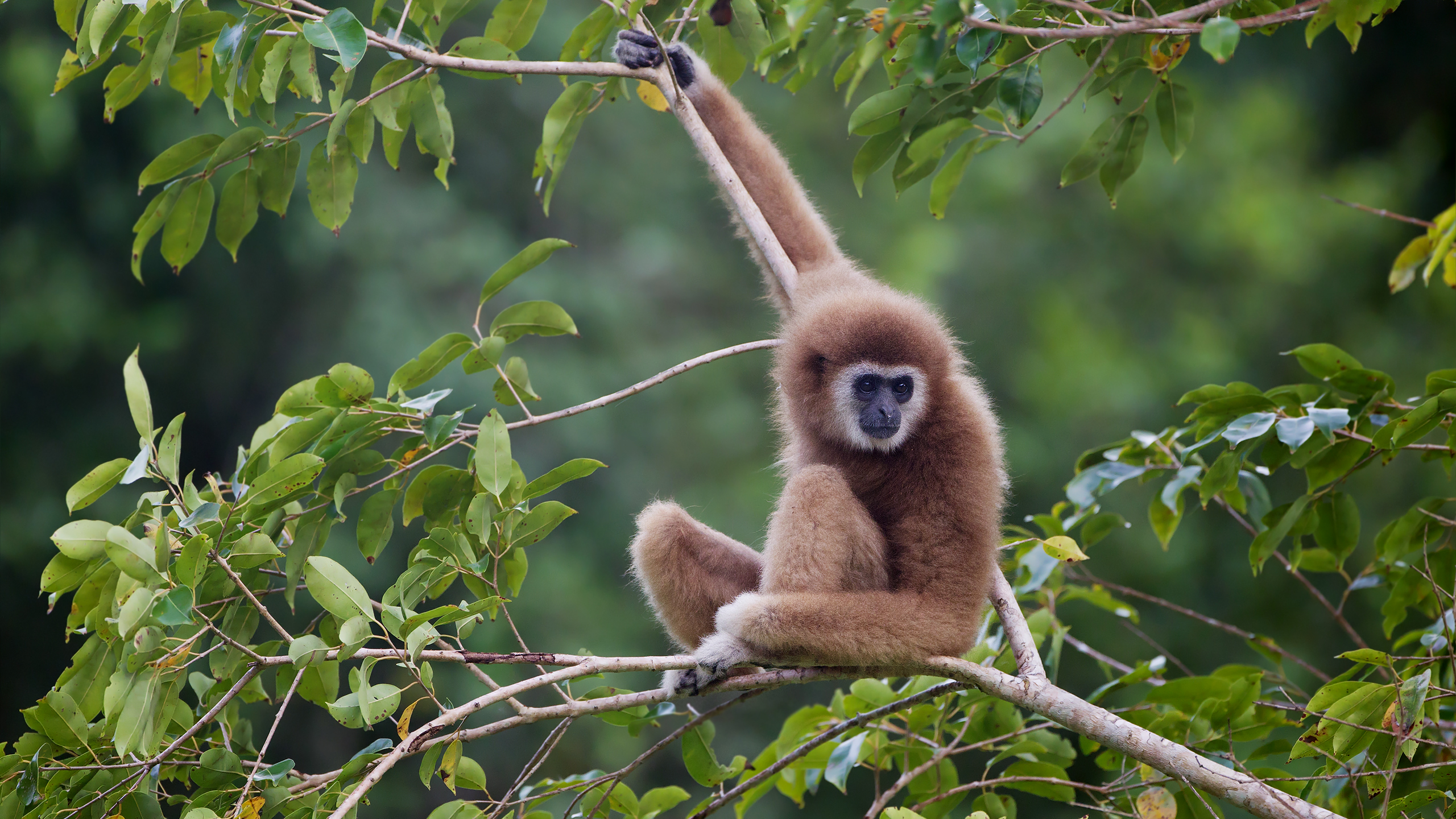
Gibbon à mains blanches en Thaïlande, Parc national de Kaeng Krachan (2012).

Les groupes de gibbons à mains blanches se trouvent dans les forêts de diptérocarpacées, les forêts pluviales primaires et sub-montagnardes, les forêts de bambous à feuilles caduques et les forêts saisonnières à feuilles persistantes. On ne le trouve pas à plus de 1 200 mètres d'altitude.
Le site le plus important de gibbons à mains blanches est à Khao Yai, en Thaïlande, au nord-est de Bangkok : il abrite de nombreuses études depuis les années 1970 ; la population de gibbons à mains blanches, gibbons à bonnet et gibbons hybrides est estimée à 3 000 individus (en 2004). C'est le seul lieu où l'aire de répartition des gibbons à mains blanches et des gibbons à bonnet se chevauchent, en particulier près des cascades d'Haew Suwat Falls. Les deux espèces peuvent s'hybrider. C'est une forêt tropicale sempervirente humide saisonnièrement. Cette partie de la Thaïlande comporte trois saisons; une saison fraîche (novembre à février), une saison chaude (mars-mai) et une saison humide (juin-octobre). Les précipitations annuelles, tombant de juin à septembre, se situent en moyenne entre 200 et 300 cm et les températures élevées le jour se situent généralement entre 25 °C et 30 °C toute l'année. Les creux les plus froids ne sont généralement pas inférieurs à 10 °C (Brockelman et al. 1998; Bartlett 2009).
Le territoire d'un groupe s'étend de 17 à 40 hectares. La taille moyenne d'un territoire d'une famille de gibbons est de 20 hectares à Khao Yai.
Les gibbons à mains blanches sont une espèce vivant dans la canopée et sont rarement trouvés dans le sous-étage.

## Classification[21]
Cette espèce a été décrite pour la première fois en 1771 par Carl von Linné sous le nom de Simia lar.
La dernière vérification taxonomique a été effectuée par Anthony B. Rylands (de) le 30.03.2017.
En raison d'un déclin de plus de 50% au cours des trois dernières générations (45 ans), son statut de conservation est passé de quasi menacé (évaluations de 1996 et 2000) à en danger (évaluation de 2008).
L'espèce a été évaluée par Brockelman, W. et Geissmann, T. , puis révisée par Mittermeier, RA et Rylands, AB (Primate Red List Authority).

### Synonymes
- Homo lar (Linneaus, 1771)
- Hylobates albimana (Vigors & Horsfield, 1828)
- Hylobates longimana (Schreber, 1774)
- Hylobates panachées (É. Geoffroy Saint-Hilaire, 1812)
- Hylobates varius (Latreille, 1801)

### Liste des sous-espèces
- Hylobates lar carpenteri (Groves, 1968) - En danger
- Hylobates lar entelloides (E. Geoffroy Saint-Hilaire, 1842) - Vulnérable
- Hylobates lar lar (Linnaeus, 1771) - En danger
- Hylobates lar vestitus (Miller, 1942) - En danger
- Hylobates lar yunnanensis (Ma & Y.Wang, 1986) - Données insuffisantes

## Rôle écologique
En termes de services écosystémiques, les scientifiques considèrent que cette espèce (comme de nombreux autres vertébrés) joue un rôle important dans la dissémination de graines en forêt (Zoochorie), et par là, pour la régénération forestière.

## Menaces
De nombreuses associations tentent de venir en aide aux hylobatidés.
Les dangers pour cette espèce sont :
- Ses prédateurs dans la forêt tropicale : léopards, grands rapaces, pythons...

Mais surtout les activités humaines :
- La déforestation massive des arbres par des compagnies qui commercialisent l'huile de palme pour la consommation alimentaire et cosmétique des pays industrialisés.
- la fragmentation des forêts qui le rend plus vulnérable à la chasse (viande de brousse) et au braconnage et qui détruit une partie de son habitat
- Les trafiquants qui n'hésitent pas à abattre une mère afin de capturer son petit pour le vendre.
- Les hommes qui détiennent des gibbons chez eux etc.